# Mental Helse Norge
Mental Helse Norge är en norsk landsomfattande intresseorganisation, grundad 1978. Den arbetar för att öka förståelsen kring mental hälsa i samhället samt utveckla en effektiv psykiatrisk vård. År 2006 hade man cirka 7000 medlemmar. Huvudkontoret låg i Skien fram till 1 januari 2013 då det flyttades till Oslo.
Mental Helse Norge ger ut tidskriften Sinn & Samfunn samt driver den kostnadsfria telefonjourverksamheten Hjelpetelefonen.
Sedan 2004 delar organisationen ut Öppenhetspriset (norska: Åpenhetsprisen) i samband med Världsdagen för psykisk hälsa. Priset ges till personer som gjort betydande insatser för öppenhet kring psykisk hälsa.